# 王崇義
王崇義（1509年—1560年），字子由，號方田，山東濟南府淄川縣人，軍籍，明朝政治人物。

## 生平
嘉靖十年（1531年）辛卯科山東鄉試第十六名舉人。嘉靖十七年（1538年）中式戊戌科會試第一百二十九名，登第三甲第二百一十四名進士。历官刑部郎中，二十五年正月奉命往河南恤刑。三十三年任宁波府知府。辞官归里后，除了在家教子孙读书外，便从事写作，自号见一山人，著有《隐君子集》、《归来集》、《闲居笔谈》、《五经注辨》等书。年52岁去世。

## 家族
曾祖王俊；祖父王振；父王逵，母魯氏；繼母曹氏。具庆下。兄崇德、崇儒（省祭官）、崇仁。弟崇文、崇學、崇化。